# Rue de la Résistance
La rue de la Résistance est une artère ancienne du quartier Nord de la ville de Liège (Belgique) sur la rive gauche de la Meuse.

## Historique
Du XIIIe siècle jusqu'au début du XIXe siècle, la rue longeait le côté ouest du fossé Saint-Léonard, un élément de défense de la ville de Liège constitué sous la forme de douves remplies d'eau de la Meuse. La rue qui s'est appelée la rue du Nord jusqu'en 1945 se situait au pied des remparts, entre la porte Saint-Léonard et la porte de Vivegnis. À partir de 1851 et pendant plus d'un siècle, les riverains avaient vue sur la prison Saint-Léonard. Depuis 1983, le parc Saint-Léonard occupe l'espace qui était dévolu à la prison.

## Situation et description
La rue pavée occupe le côté ouest du parc Saint-Léonard et est située entre Féronstrée et la rue du Potay. Mesurant approximativement 205 m, elle compte une vingtaine d'immeubles d'habitation tous situés du côté impair (côté ouest) et avec vue sur l'esplanade bordée d'arbres. La rue applique un sens unique de circulation automobile dans le sens Féronstrée-Potay.

## Odonymie
Depuis 1945, la rue rend hommage à la Résistance pendant la Seconde Guerre mondiale représentée par des hommes et des femmes qui furent, entre autres, incarcérés à la prison Saint-Léonard avant leur déportation en Allemagne. Une plaque en mémoire des prisonniers politiques est apposée sur la prison puis dans le parc Saint-Léonard, du côté de la rue de la Résistance après la démolition de la prison. Auparavant, l'artère s'appelait la rue du Nord.

## Voiries adjacentes
- Place des Déportés
- Féronstrée
- Rue Crève-Cœur
- Rue du Potay
- Parc Saint-Léonard

### Sources et liens externes
- Claude Warzée, « Du prieuré Saint-Léonard à la fonderie de canons », sur Histoires de Liège, 14 février 2016 (consulté le 7 août 2023)
- « Saint-Léonard : L’histoire du quartier », sur saint-leonard.be (consulté le 10 janvier 2019)